# Mesorhaga falciunguis
Mesorhaga falciunguis är en tvåvingeart som beskrevs av Daniel J. Bickel 2007. Mesorhaga falciunguis ingår i släktet Mesorhaga och familjen styltflugor. Inga underarter finns listade i Catalogue of Life.